# Leptophis
Leptophis, comúnmente conocidas como culebras-perico, es un género de serpientes de la familia Colubridae, nativas de México, América Central, el norte de América del Sur y algunas Antillas Menores.

## Especies
Se distinguen las siguientes 13 especies:
- Leptophis ahaetulla (Linnaeus, 1758) - Culebra-perico verde
  - Leptophis ahaetulla ahaetulla (Linnaeus, 1758)
  - Leptophis ahaetulla bocourti Boulenger, 1898
  - Leptophis ahaetulla bolivianus Oliver, 1942
  - Leptophis ahaetulla chocoensis Oliver, 1942
  - Leptophis ahaetulla copei (Oliver, 1942)
  - Leptophis ahaetulla liocercus (Wied, 1824)
  - Leptophis ahaetulla marginatus (Cope, 1862)
  - Leptophis ahaetulla nigromarginatus (Günther, 1866)
  - Leptophis ahaetulla occidentalis (Günther, 1859)
  - Leptophis ahaetulla ortonii Cope, 1876
  - Leptophis ahaetulla praestans (Cope, 1868)
- Leptophis coeruleodorsus[4] (Oliver, 1942)
- Leptophis cupreus (Cope, 1868)
- Leptophis depressirostris (Cope, 1861)
- Leptophis diplotropis (Günther, 1872) - Culebra-perico gargantilla
  - Leptophis diplotropis diplotropis (Günther 1872)
  - Leptophis diplotropis forreri Smith, 1943
- Leptophis mexicanus Duméril, Bibron & Duméril, 1854 - Culebra-perico mexicana
  - Leptophis mexicanus hoeversi Henderson, 1976
  - Leptophis mexicanus mexicanus Duméril, Bibron & Duméril, 1854
  - Leptophis mexicanus septentrionalis Mertens, 1972
  - Leptophis mexicanus yucatanensis Oliver, 1942
- Leptophis modestus (Günther, 1872) - Culebra-perico de niebla
- Leptophis mystacinus Albuquerque, Martins, Carvalho, Shepard & Santana, 2025[5] - Culebra-perico del Cerrado.
- Leptophis nebulosus Oliver, 1942
- Leptophis riveti Despax, 1910
- Leptophis santamartensis Bernal-Carlo & Roze, 1994
- Leptophis stimsoni Harding, 1995